# Walter Ewing
Walter Henry Ewing (Montréal, 11 februari 1878, aldaar 25 juni 1945) was een Canadees schutter. 

## Biografie
Tijdens de Olympische Zomerspelen 1908 won Ewing de gouden medaille op het onderdeel trap. In alle drie de ronden schoot hij de meeste kleiduiven raak.
Hij weigerde gebruik te maken van de mogelijkheid om zijn olympische titel te verdedigen.

## Palmares
- Olympische Zomerspelen 1908:  trap

1900: Roger de Barbarin ·
1908: Walter Ewing ·
1912: James Graham ·
1920: Mark Arie ·
1924: Gyula Halasy ·
1952: George Genereux ·
1956: Galliano Rossini ·
1960: Ion Dumitrescu ·
1964: Ennio Mattarelli ·
1968: John Braithwaite ·
1972: Angelo Scalzone ·
1976: Donald Haldeman ·
1980: Luciano Giovannetti ·
1984: Luciano Giovannetti ·
1988: Dmitri Monakov ·
1992: Petr Hrdlička ·
1996: Michael Diamond ·
2000: Michael Diamond ·
2004: Aleksej Alipov ·
2008: David Kostelecký ·
2012: Giovanni Cernogoraz ·
2016: Josip Glasnović ·
2020: Jiří Lipták ·
2024: Nathan Hales